# Kościół św. Józefa w Sandomierzu
Kościół świętego Józefa w Sandomierzu – jeden z zabytkowych kościołów w Sandomierzu, w województwie świętokrzyskim. Należy do dekanatu Sandomierz diecezji sandomierskiej.

## Historia
Świątynia została zbudowana dla zakonu franciszkanów reformatów. Zakonnicy osiedlili się w 1672 roku w Sandomierzu za zgodą biskupa krakowskiego Andrzeja Trzebickiego i rozpoczęli swoje duszpasterstwo. Kościół został wybudowany z cegły i został konsekrowany w dniu 24 października 1690 roku przez krakowskiego biskupa pomocniczego Stanisława Szembeka. Fundatorami kościoła zostali Aleksander Michał Lubomirski, Jan Kurdwanowski, Piotr Opocki i Marcin Dębski. W tym samym czasie wzniesiono również trójskrzydłowy klasztor. 
W 1708 roku zostało zmienione pokrycie dachu świątyni - gont został zastąpiony przez dachówkę. W latach 1756–1766 budowla została gruntownie wyremontowana. 
W 1809 roku kościół został uszkodzony przez pożar. W 1824 roku świątynia została ponownie konsekrowana przez biskupa Adama Prospera Burzyńskiego. W 1859 roku organmistrz Antoni Sapalski zbudował w kościele nowe organy. W 1863 roku władze rosyjskie usunęły zakonników i zajęły klasztor. Od 1864 roku świątynią opiekowali się wikariusze-rektorzy. 
W 1934 roku, decyzją biskupa Włodzimierza Jasińskiego, kościół stał się siedzibą parafii. W 1944 roku dach świątyni został uszkodzony przez pożar. Po II wojnie światowej zbudowano go ponownie i pokryto blachą. W latach pięćdziesiątych XX wieku świątynia została pokryta blachą ocynkowaną i zostało odnowione jej wnętrze. W 1980 roku wieżyczka kościoła została zrekonstruowana.

## Pomnik historii

Logo „Pomnik Historii”

22 listopada 2017 r. decyzją Prezydenta RP Andrzeja Dudy na wniosek Ministra Kultury i Dziedzictwa Narodowego Piotra Glińskiego, po uzyskaniu opinii Rady Ochrony Zabytków, wpisano sandomierski historyczny zespół architektoniczno-krajobrazowy na listę pomników historii, przyznawany zabytkom nieruchomym o szczególnej wartości historycznej, naukowej i artystycznej, utrwalonym w powszechnej świadomości i mającym duże znaczenie dla dziedzictwa kulturalnego Polski. Obszar tego pomnika obejmuje zabytki sandomierskiej starówki, w tym między innymi bazylikę katedralną, sandomierskie kościoły pw. Nawrócenia świętego Pawła, pw. św. Jakuba, pw. św. Michała, pw. św. Józefa, pw. Ducha Świętego, Dom Długosza, średniowieczny układ urbanistyczny miasta, Brama Opatowska, ratusz, Collegium Gostomianum, Wąwóz Królowej Jadwigi i Wąwóz Piszczele.